# Szablogrzbiet waleniożerny
Szablogrzbiet waleniożerny, orka karłowata (Pseudorca crassidens) – gatunek ssaka z rodziny delfinowatych (Delphinidae), jedyny przedstawiciel rodzaju Pseudorca. Duży delfin, żyje w wodach tropikalnych, subtropikalnych i niektórych umiarkowanych.

## Systematyka
Takson po raz pierwszy opisany przez R. Owena w 1846 roku pod nazwą Phocaena crassidens. Jako miejsce typowe na podstawie subfosyliów autor wskazał Anglię (ang. „in the great fen of Lincolnshire beneath the turf, in the neighborhood of the ancient town of Stamford”). Jedyny żyjący współcześnie przedstawiciel rodzaju szablogrzbiet (Pseudorca) utworzonego przez J. T. Reinhardta w 1862 roku.

## Dane
- Wielkość urodzeniowa: ok. 1,7 m
- Dojrzałość płciowa samic: 3,49-3,64 m
- Dojrzałość płciowa samców: 3,7 m
- Największy znany okaz: (samica) 5,06 m; (samiec) 5,96 m przy 2000 kg masy ciała
- Pożywienie: duże ryby, głowonogi, delfiny
- Zagrożenia: niedostatecznie poznany status; popada w konflikt z ludźmi przy połowach ryb

## Wygląd
Szablogrzbiet waleniożerny ma ciemnoszarą skórę, bez zwykłych dla delfinów plam czy pasków na bokach. Na brzusznej stronie ciała, na poziomie płetw piersiowych orki karłowate mają jedyny, jasnoszary pas. Pysk tych delfinów nie ma dzioba, ale jest mimo to długi, górna szczęka jest bardziej wysunięta niż żuchwa, jak u niektórych innych gatunków. Nazwę „szablogrzbiet” zwierzęta te zawdzięczają dość ostro postawionej płetwie grzbietowej samców. Wynurzającego się z wody szablogrzbieta zdarza się mylić z orką, mimo iż ta jest od niego znacznie większa.

## Występowanie i zachowanie społeczne
Szablogrzbiety waleniożerne żyją w dużych rodzinnych grupach w wodach tropikalnych, subtropikalnych i niektórych umiarkowanych na całym świecie.
Podobnie jak u innych zębowców, kiedy jakiś osobnik osiadłszy na mieliźnie czy plaży będzie wzywał pomocy innych orek, niekiedy całe stado osiada na brzegu, próbując mu pomóc i zbytnio się zbliżając.

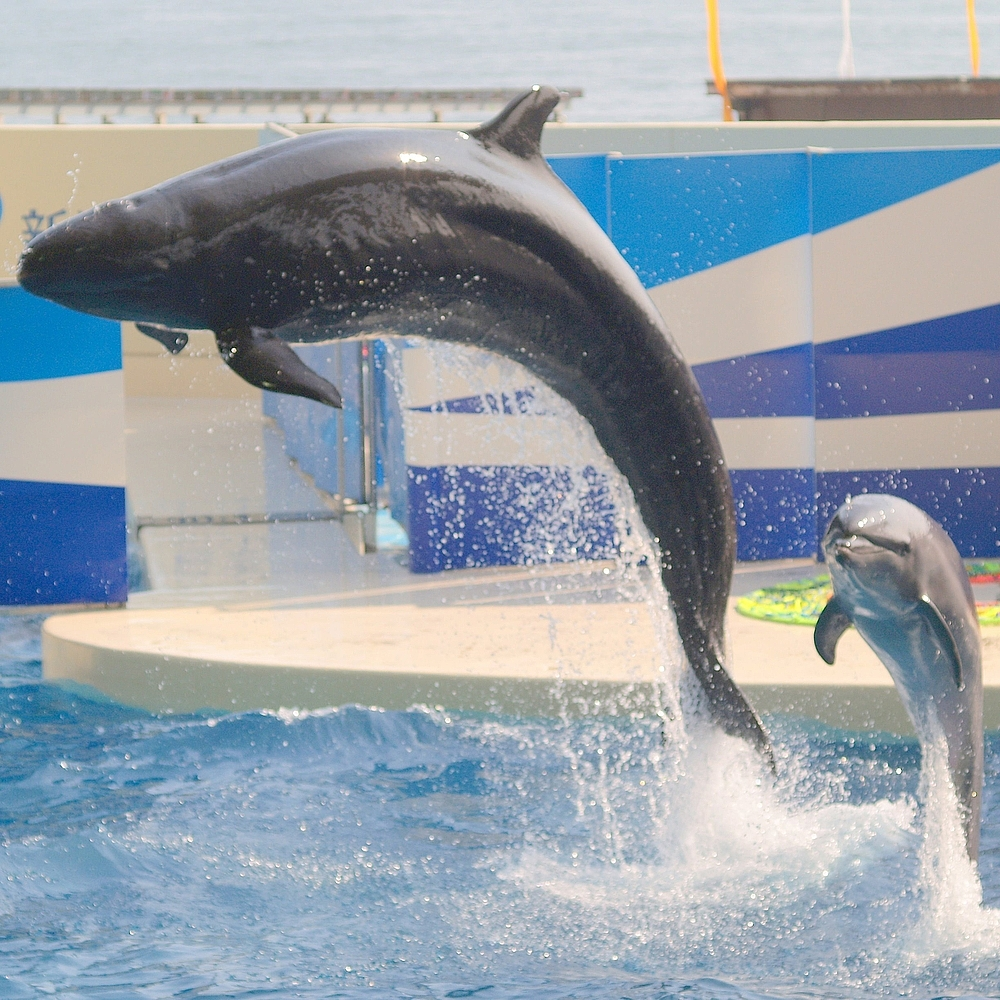

Tak jak inne delfinowate, szablogrzbiety waleniożerne można znaleźć w delfinariach, gdzie poddawane są tresurze. W 1985 w delfinarium Sea Life Park w Waimānalo na Hawajach zdarzyło się, że chowany we wspólnym basenie z butlonosami samiec szablogrzbieta waleniożernego skrzyżował się z samicą butlonosa zwyczajnego. Mieszaniec, który się narodził, został nazwany "wholphinem". Samicę tę nazwano Kekaimalu. Jej skóra była szaro-czarna; miał sylwetkę ciała szablogrzbieta, ale kształt głowy i pyska butlonosa. W marcu dała ona potomstwo z innym butlonosem zwyczajnym. Małe, w jednej czwartej szablogrzbieta waleniożernego, nazwano Kawili Kai. W marcu 2020 oba "wholphiny" pozostawały w niewoli w Sea Life Park.